# Gweta
Gweta est une ville du Botswana.
À ne pas confondre avec la danse Gweta, interprétée par le groupe togolais Toofan.

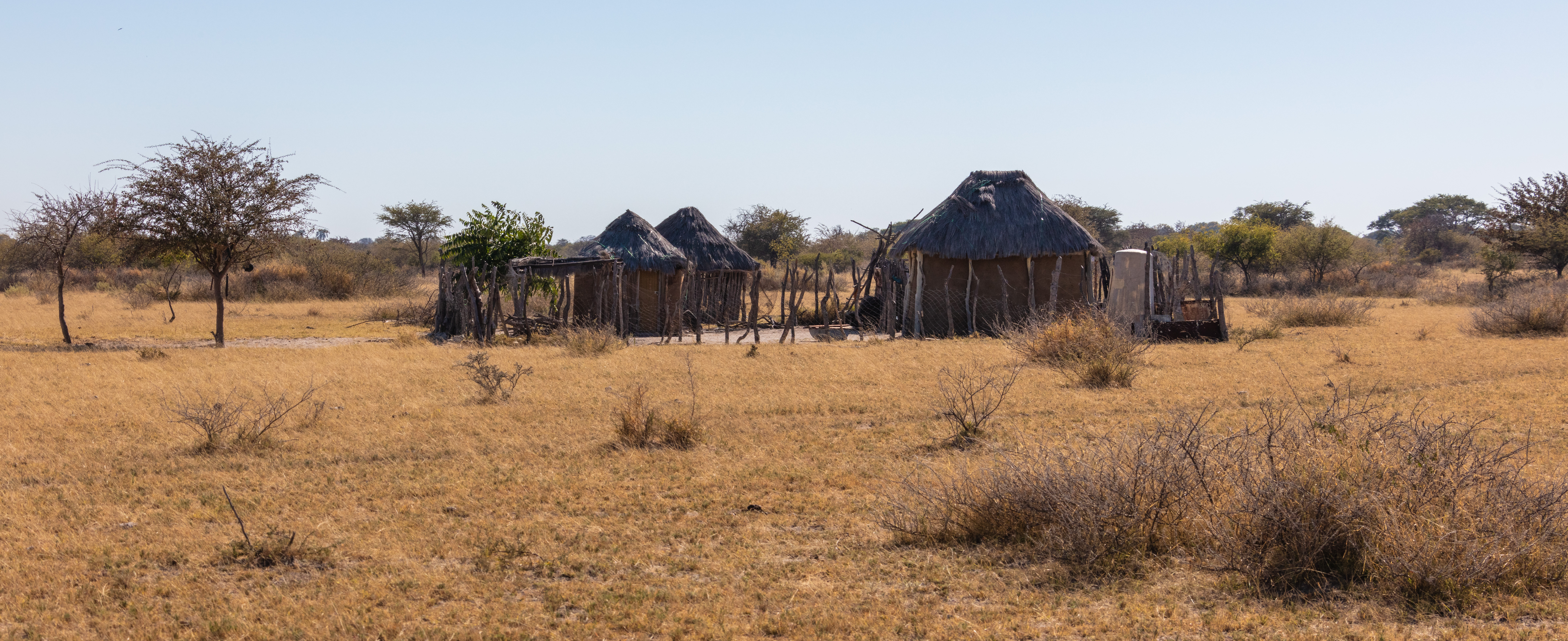
Maisons à Gweta, Botswana